# Michael I. (Portugal)

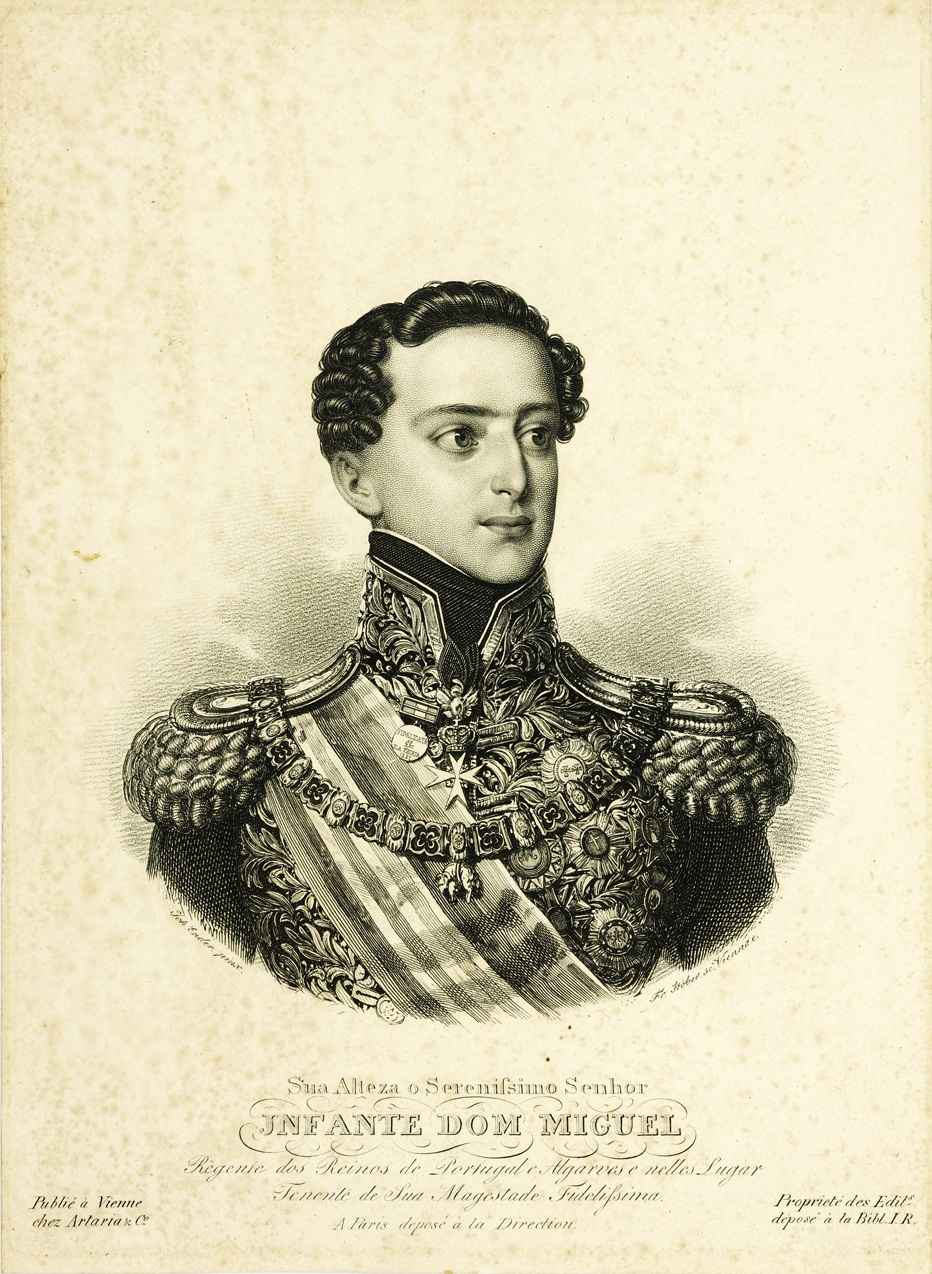
König Michael I. von Portugal, Kupferstich von Franz Xaver Stöber nach Johann Ender

Michael I. von Portugal (geboren als Miguel Maria do Patrocínio João Carlos Francisco de Assis Xavier de Paula Pedro de Alcântara António Rafael Gabriel Joaquim José Gonzaga Evaristo de Bragança e Bourbon; * 26. Oktober 1802 in Lissabon; † 14. November 1866 im Jagdschloss Karlshöhe bei Esselbach) war König von Portugal aus dem Haus Braganza und regierte von 1828 bis 1834.

## Leben

### Jugend
Michael war der dritte Sohn von Johann VI. von Portugal und dessen Gemahlin Charlotte Joachime. 1807 floh er als Kleinkind zusammen mit seinen Eltern und dem Rest der königlichen Familie vor den napoleonischen Truppen nach Rio de Janeiro und hielt sich die nächsten 14 Jahre in Brasilien auf.
1821 kehrte er zusammen mit seinen Eltern nach Portugal zurück, während sein älterer Bruder, Kronprinz Peter IV., als Regent in Brasilien verblieb. Dieser rief dort am 7. September 1822 die brasilianische Unabhängigkeit aus und machte sich selbst zum Kaiser Peter I. (Dom Pedro I.) von Brasilien.
Hauptfrage der portugiesischen Innenpolitik dieser Zeit war, ob Portugal weiterhin absolutistisch oder als konstitutionelle Monarchie regiert werden sollte. Seit der liberalen Revolution (1821) hatte das Land zum ersten Mal in seiner Geschichte eine Verfassung. Stark konservative Kräfte der portugiesischen Gesellschaft wollten dagegen den Absolutismus wieder einführen, sie wurden deshalb Absolutisten (absolutistas) genannt. Prinz Michael geriet in dieser Zeit vollkommen unter den Einfluss seiner Mutter, der Königin, die eine fanatische Anhängerin der Absolutisten war. So weigerten sich die Königin Joachime und Michael bereits unmittelbar nach ihrer Rückkehr nach Portugal, den vom Parlament vorgeschriebenen Eid auf die Verfassung von 1821 zu leisten. Lediglich der König Johann leistete den Schwur.
1824 hatte Johann VI. seinen Sohn Michael zum Oberbefehlshaber der portugiesischen Armee ernannt. Gemeinsam mit seiner Mutter führte Michael am 27. Mai 1823 die Vilafrancada, einen „absolutistischen Aufstand“ an, der sich, da der König nicht bereit war, seinen Eid auf die Verfassung zu brechen, auch gegen den eigenen Vater richtete. Johann VI. wurde von seiner Frau und seinem Sohn in einem seiner Paläste quasi als Gefangener gehalten, die Königin versuchte, ihn zur Abdankung zugunsten Michaels zu bewegen. Der Aufstand schlug fehl. Johann VI. konnte auf ein englisches Kriegsschiff entkommen, die Hoffnung der Königin und Michaels auf eine französische Armee, die gerade im benachbarten Spanien den Liberalismus beseitigt und den Absolutismus wiederhergestellt hatte, zerschlug sich, nachdem englische Kriegsdrohungen an Frankreich dessen Armee daran gehindert hatten, nach Portugal weiterzumarschieren. Nachdem die Autorität des Königs mit britischer Hilfe wiederhergestellt war, zwang dieser Michael ins Exil. Er begab sich nach Wien und geriet dort in einen Kreis um Fürst Metternich, wodurch er in seinen absolutistischen Ansichten noch gestärkt wurde.

### Regierung

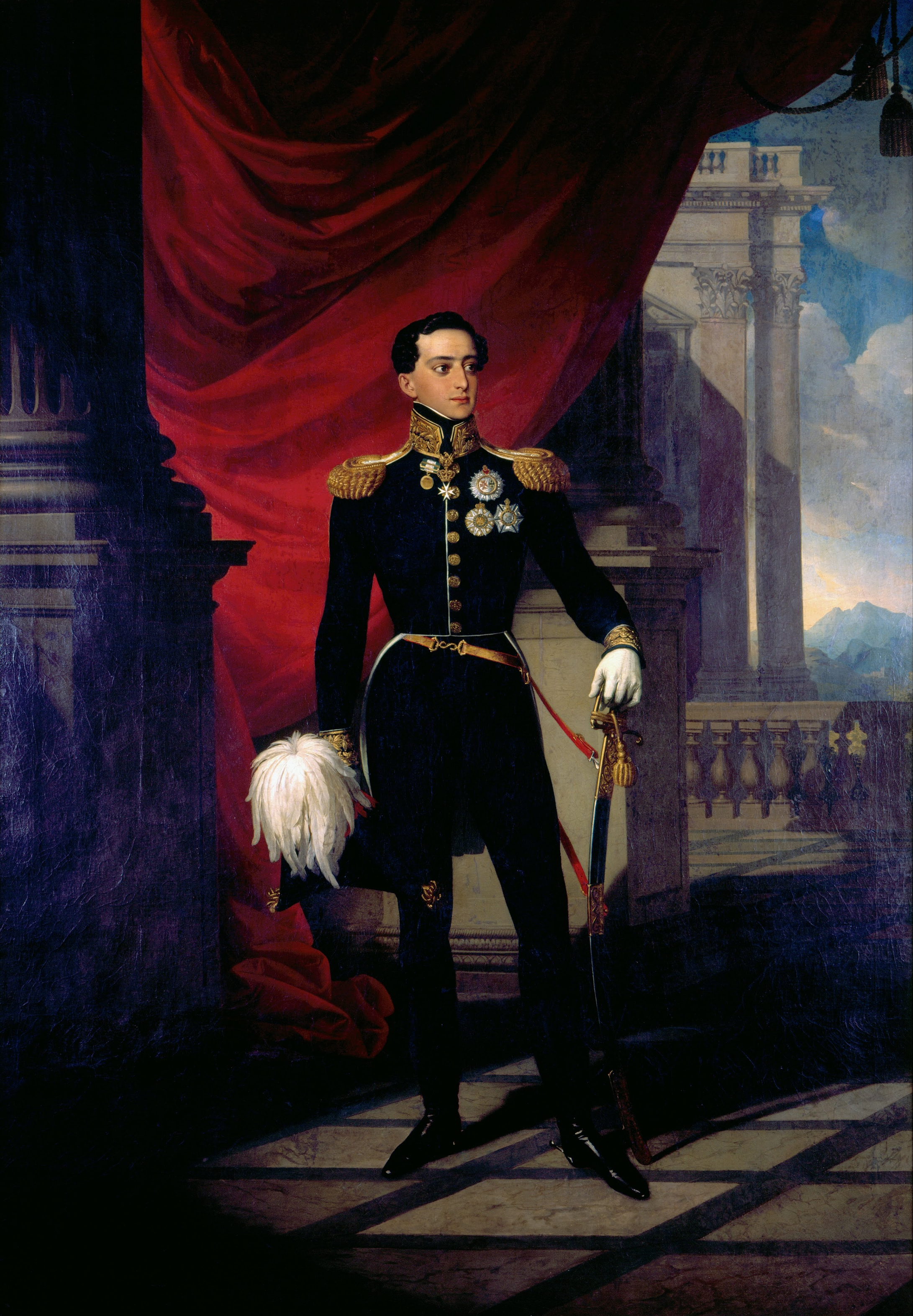
Michael von Portugal

1826 starb der Vater, und Peter I. von Brasilien bestieg als Peter IV. von Portugal auch den portugiesischen Thron. Er gab dem Land noch im selben Jahr eine neue Verfassung, die sogenannte Verfassungscharta von 1826. Da Peter nicht bereit war, aus Brasilien zurückzukehren, allerdings auch einsah, dass er Portugal nicht dauerhaft aus dem Ausland regieren könne, trat er nach nur zwei Monaten Herrschaft als König von Portugal zugunsten seiner minderjährigen Tochter Maria II. zurück.
Diese sollte ihren Onkel Michael heiraten, sobald sie im heiratsfähigen Alter wäre. Er sollte der Verfassungscharta die Treue schwören, als Regent für seine minderjährige Nichte und Braut Portugal regieren und nach der Heirat gemeinsam mit ihr den Thron besteigen. So die Pläne Peters. Michael erklärte sich damit auch einverstanden: In Wien wurde eine Stellvertreterhochzeit gefeiert, er leistete den Eid auf die Verfassung, kehrte 1826 nach Portugal zurück und übernahm dort die Regentschaft von seiner Schwester Elisabeth Maria.
Nach kurzer Zeit brach er allerdings seinen Eid und schaffte die Charta ab, berief eine traditionelle Ständeversammlung ein, entthronte seine Braut und Nichte Maria und ließ sich 1828 zum König ausrufen. Die legalistische Begründung dieses Coups war, dass Peter IV., als er sich 1822 zum Kaiser von Brasilien ausrufen ließ, zum ausländischen Monarchen geworden und deshalb für sich und seine Nachkommen aller Ansprüche auf den portugiesischen Thron verlustig gegangen sei. Michael I. regierte als letzter portugiesischer König absolutistisch.
Gegen Michaels Staatsstreich gab es einigen Widerstand von Seiten der Liberalen (besonders in Porto), den der König allerdings niederringen konnte. Er regierte das Land mit großer Härte und zwang seine liberalen Gegner ins Exil.
Peter aber war nicht bereit, den Vertrauensbruch seines Bruders kampflos hinzunehmen. Zudem hatte er in Brasilien mit zunehmenden innenpolitischen Schwierigkeiten zu kämpfen. Auch kritisierte man dort stark die Einmischung des Kaisers in die portugiesischen Verwicklungen. Peter I. dankte deshalb 1831 zugunsten seines Sohns Peter II. in Brasilien als Kaiser ab, um sich ganz den portugiesischen Problemen widmen zu können. Er nahm den Titel eines Herzogs von Braganza und Regenten von Portugal (für seine Tochter Maria II.) an und reiste nach Europa, um dort den Kampf gegen Michael aufzunehmen.
Gegen Anfang des nun beginnenden Miguelistenkriegs sah es so aus, als ob Michael alle Trümpfe in der Hand hätte. Mit Ausnahme der Azoren, die von einem Peter treu ergebenen Regentschaftsrat unter dem späteren Herzog von Terceira regiert wurden, war es ihm gelungen, ganz Portugal unter seine Kontrolle zu bringen. Die gegen ihn stehende liberale Opposition befand sich größtenteils im Exil (vor allem in Brasilien, London, Paris und Brüssel) und war zudem noch untereinander zerstritten.

Das Wappen der portugiesischen Könige von Johann II. bis Manuel II.

### Sturz
Langsam wendete sich jedoch das Blatt. Die harte Hand, mit der König Michael das Land regierte, führte dazu, dass er in der Bevölkerung zunehmend verhasst wurde. Auch änderte sich die politische Wetterlage in Europa, und Michael I. geriet dadurch immer stärker in außenpolitische Isolation. In England war 1830 die konservative Regierung des Herzogs von Wellington gestürzt worden und durch die Regierung des Earl Grey, eines Whig, ersetzt worden. In Frankreich war durch die Julirevolution des Jahres 1830 der „Bürgerkönig“ Ludwig Philipp an die Macht gekommen, der Peter unterstützte. Dieser begab sich deshalb nach seiner Abdankung in Brasilien auch zuerst nach Paris. Den spanischen König Ferdinand VII. machte sich Michael I. schließlich zum Feind, indem er offen dessen Bruder Karl (Don Carlos) unterstützte, der zu diesem Zeitpunkt gerade einen Bürgerkrieg gegen seinen Bruder führte (1. Karlistenkrieg). Diese drei Mächte verbündeten sich deshalb zusammen mit Peter zur so genannten „Quadrupel-Allianz“ gegen König Michael.
Peter begab sich nun auf die Azoren und von dort mit einer Invasionsarmee nach Portugal. Mit Hilfe der ihm treu ergebenen liberalen Heerführer, der Herzöge von Terceira und Saldanha, gelang es ihm relativ schnell, die beiden wichtigsten Städte des Landes, Lissabon und Porto, unter Kontrolle zu bekommen und so Michael in die Defensive zu treiben. Nach der Schlacht von Évoramonte musste König Michael schließlich 1834 abdanken und erneut ins Exil gehen. Maria II. wurde wieder als Königin eingesetzt.
Peter verkündete zwar zunächst eine Amnestie, in der vorgesehen war, dass Michael den Titel eines königlichen Infanten von Portugal behalten und im Exil eine angemessene Apanage beziehen solle, diese Regelung führte jedoch zum Ausbruch einer Revolte gegen Peter. Die Cortes widerriefen die Regelung, mit der Michael eine Apanage in Aussicht gestellt worden war. Sobald dieser davon erfuhr, widerrief er seinerseits aus seinem Exil in Italien seine Abdankung und stellte klar, dass er sich weiterhin als legitimen König betrachte.
Michael von Portugal starb, ohne je auf seine Ansprüche auf den portugiesischen Thron verzichtet zu haben.
Im Haus Braganza blieb daraufhin die Feindschaft zwischen den Abkömmlingen Marias II., aus der sich die portugiesische Linie des Hauses Sachsen-Coburg und Gotha entwickelte, und den Nachkommen Michaels bestehen. Erst als der letzte portugiesische König Manuel II. bereits im Exil und mangels eigener Nachkommen einen Enkel Michaels zu seinem Nachfolger ernannte, endete der Zwist im Haus Braganza.
Michael de Bragança wurde am 17. November 1866 in der fürstlichen Gruft im Kloster Engelberg über dem Main, bei Großheubach in Unterfranken, bestattet. Am 5. April 1967 wurde sein Leichnam nach Portugal überführt, wo er im Pantheon zu Lissabon, der Grabkirche der portugiesischen Könige (Kloster São Vicente de Fora), beigesetzt wurde. Auch der Leichnam seiner Ehefrau wurde zu dieser Zeit nach Lissabon geflogen. Sie verstarb 1909 als Benediktinerin auf der englischen Insel Wight und wurde neben ihrem Ehemann beigesetzt.

## Ehe und Nachkommen

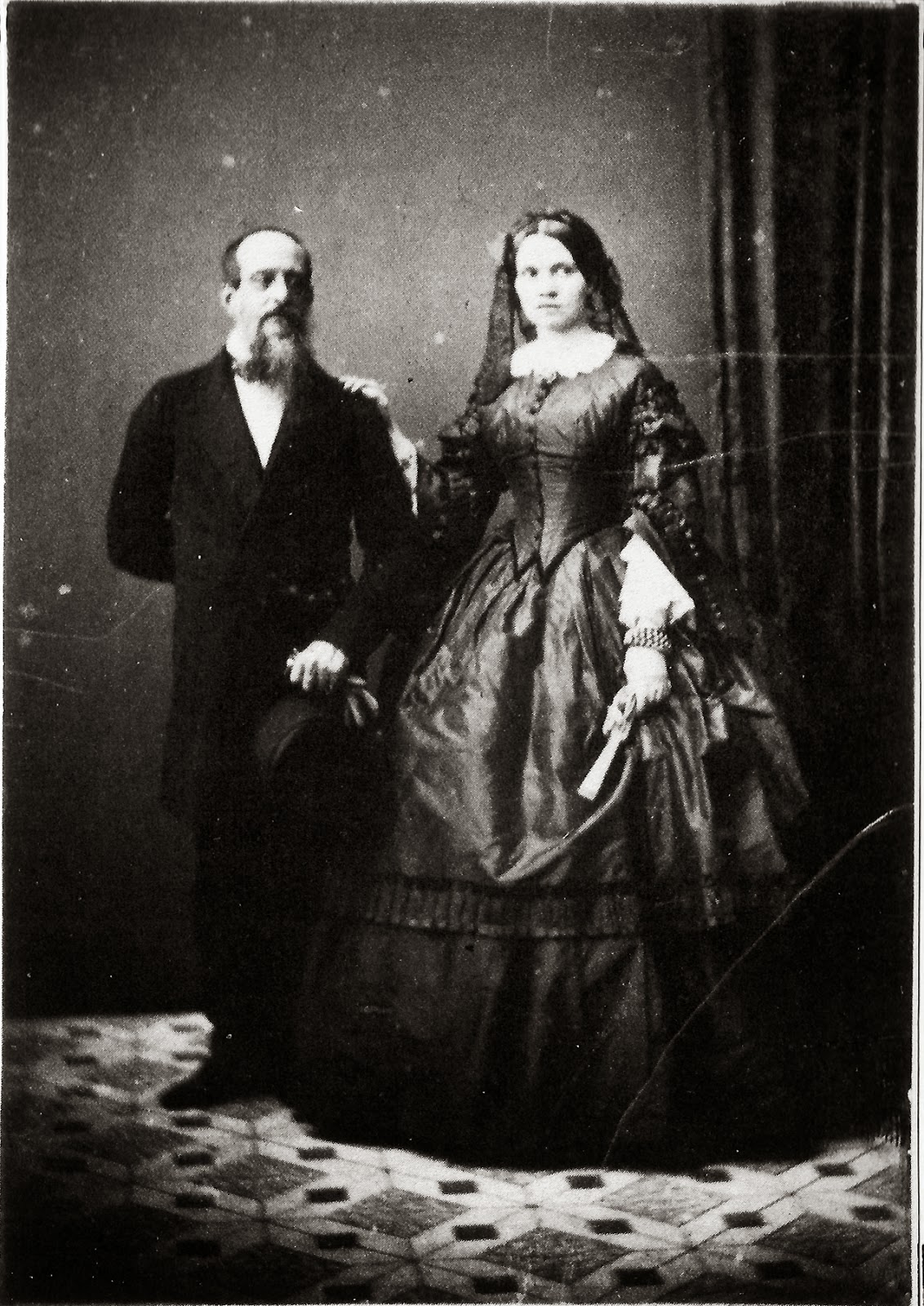
Michael mit seiner Frau Adelheid

Michael heiratete, bereits im Exil, am 24. September 1851 auf Schloss Kleinheubach die Prinzessin Adelheid von Löwenstein-Wertheim-Rosenberg (* 3. April 1831; † 16. Dezember 1909). Sie hatten sieben Kinder:
- Maria das Neves (* 5. August 1852; † 15. Februar 1941), ⚭ 1871 Prinz Alfonso Carlos de Borbón, (carlistischer Thronprätendent)
- Michael Maria Carlos (* 19. September 1853; † 11. Oktober 1927), von ihm stammt der heutige Chef des Hauses Braganza ab
- Maria Theresia (* 24. August 1855; † 12. Februar 1944), ⚭ 1873 Erzherzog Karl Ludwig von Österreich
- Marie Josepha (* 19. März 1857; † 11. März 1943), ⚭ 1874 Herzog Karl Theodor in Bayern
- Adelgunde (* 10. November 1858; † 15. April 1946), ⚭ 1876 Heinrich von Bourbon-Parma, einen Sohn von Herzog Karl III. von Parma
- Maria Anna (* 13. Juli 1861; † 31. Juli 1942), ⚭ 1893 Großherzog Wilhelm IV. von Luxemburg
- Maria Antonia (* 28. November 1862; † 14. Mai 1959), ⚭ 1884 Herzog Robert von Parma

Zudem war er Vater der unehelichen Tochter Maria da Assunta (* 12. März 1831; † Juli 1897).

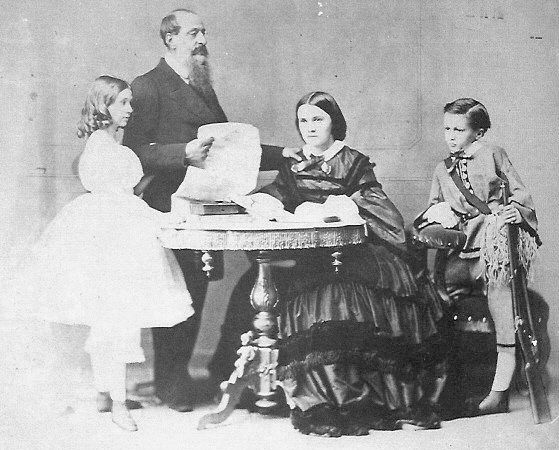
Michael I. mit Gattin und Kindern Maria das Neves und Michael Maria Carlos
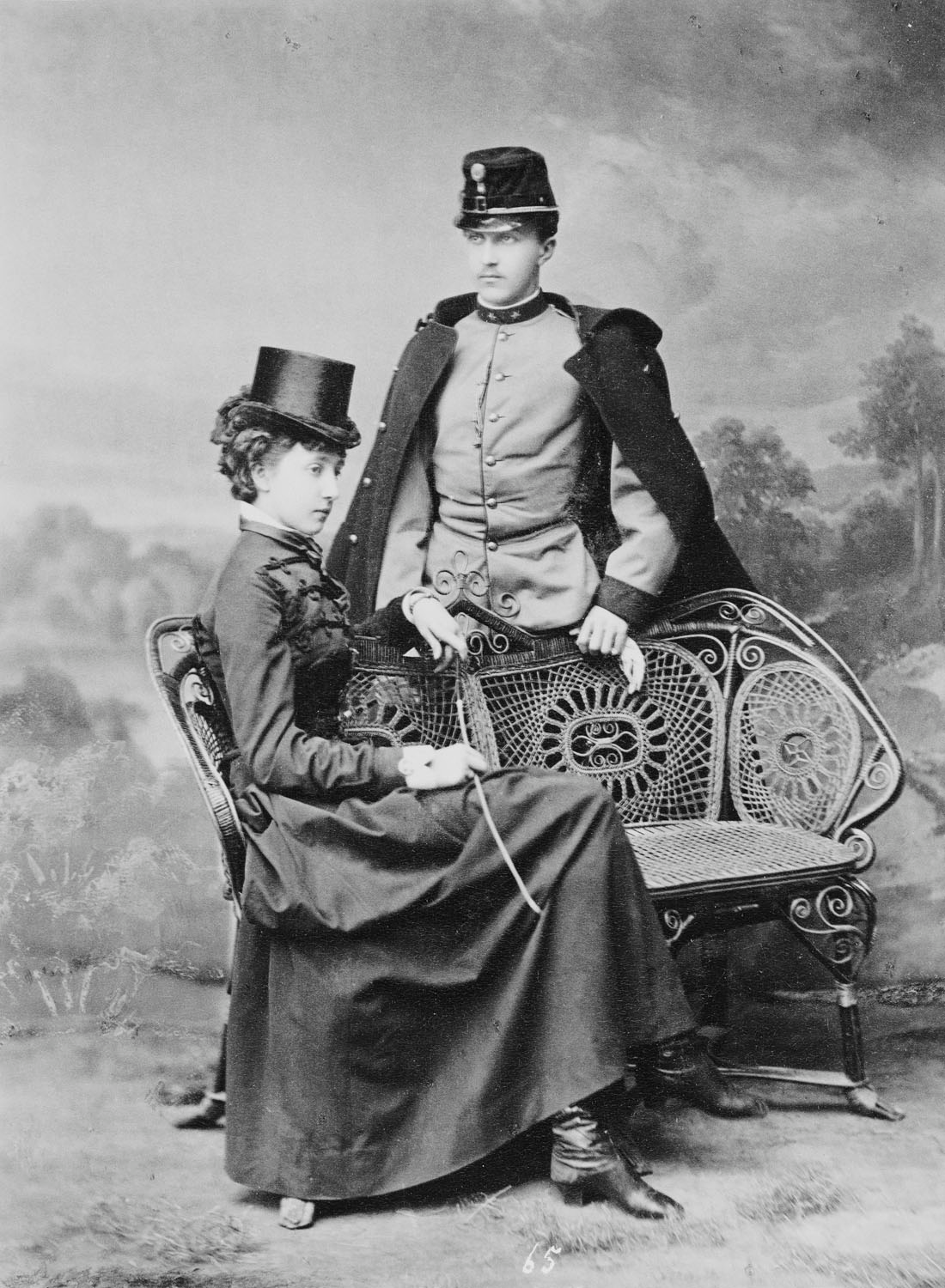
Michael Maria Carlos (Miguel II. von Braganza) und seine Schwester Marie Therese, c. 1875
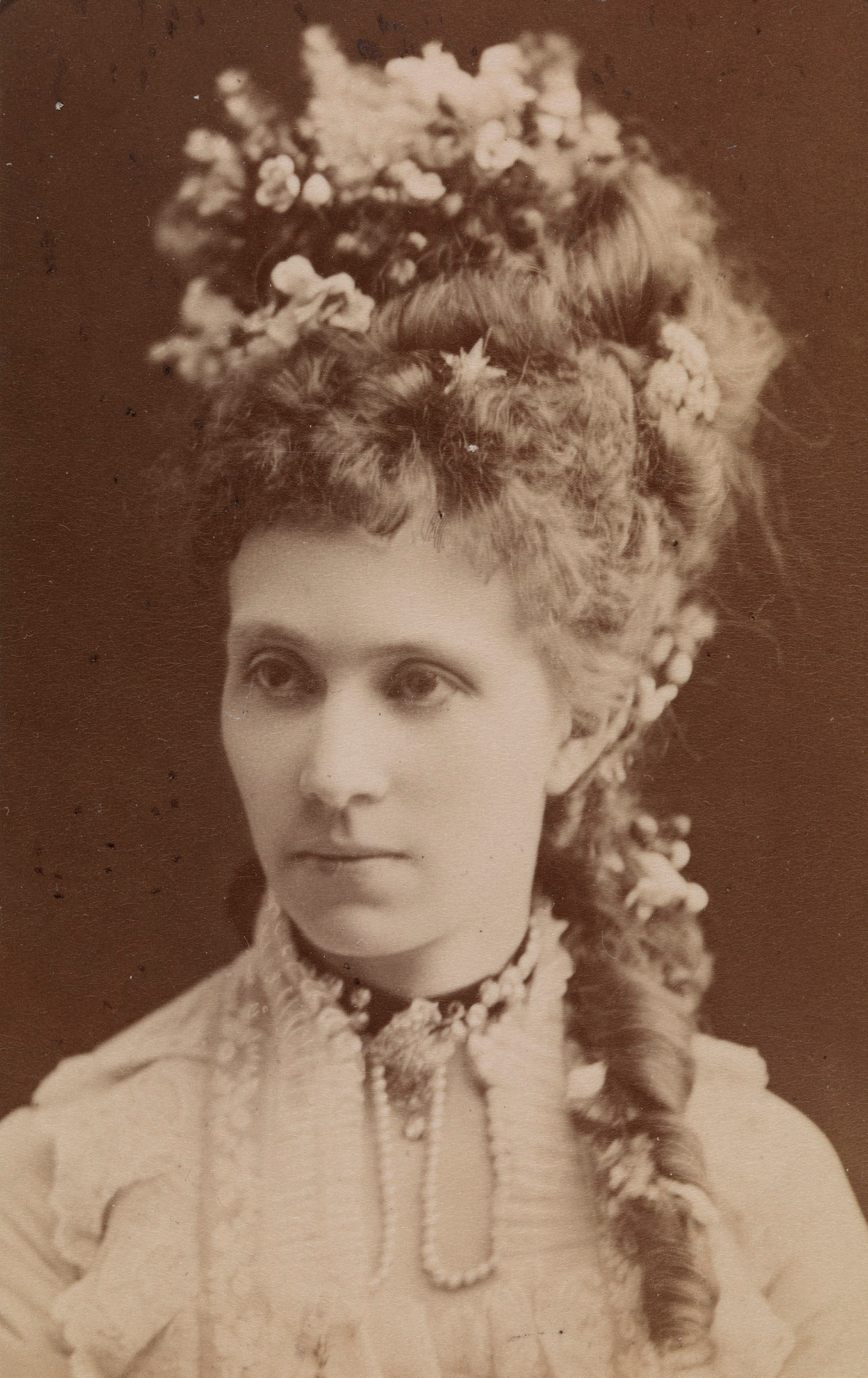
Maria das Neves, c. 1877
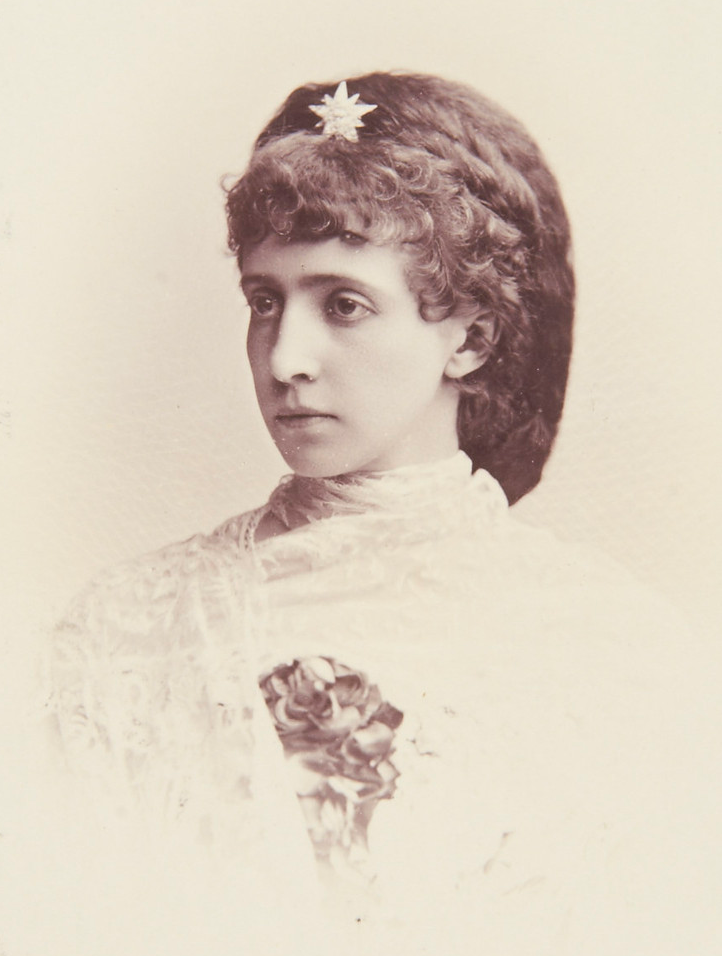
Marie Therese
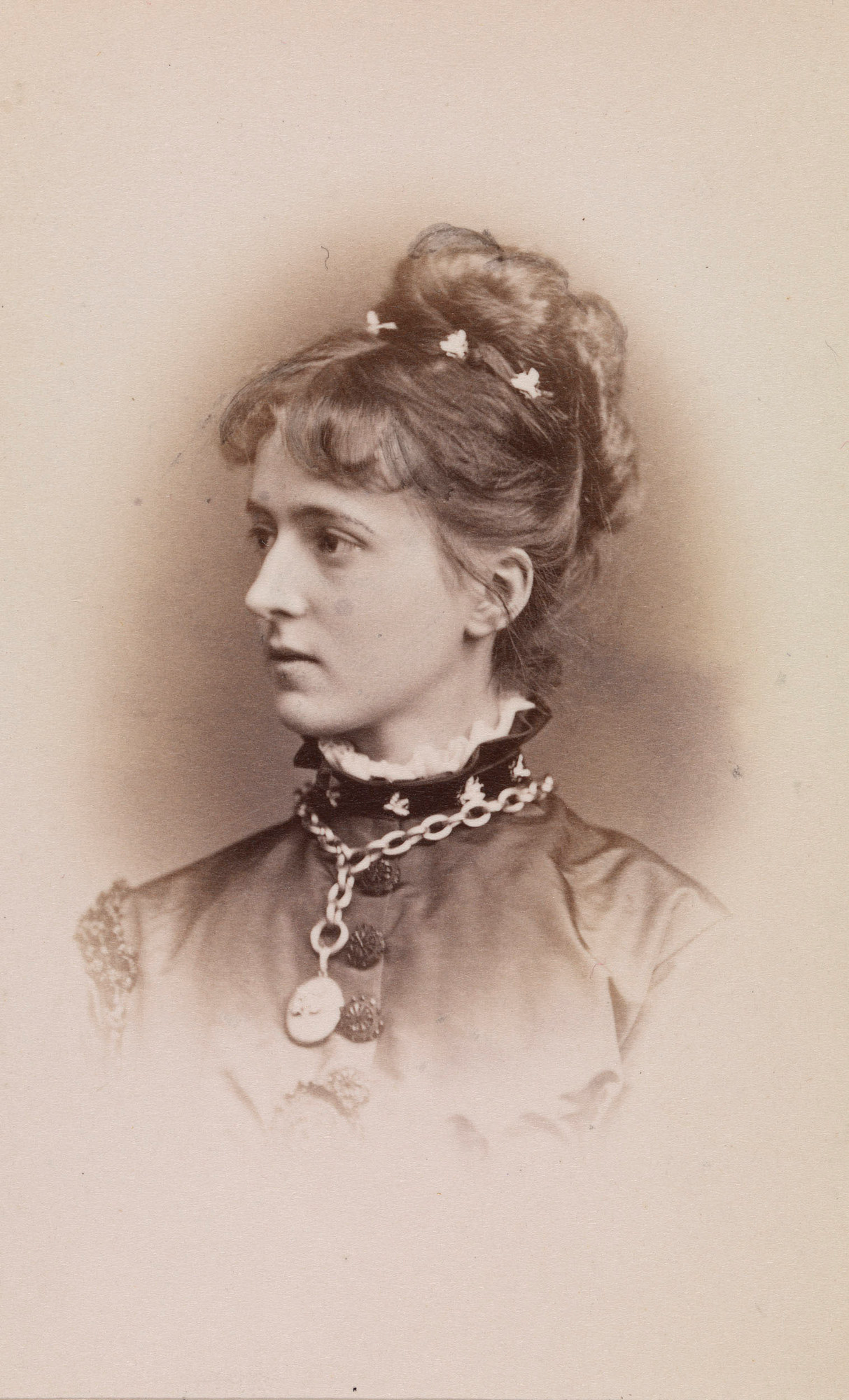
Maria Josepha, c. 1874
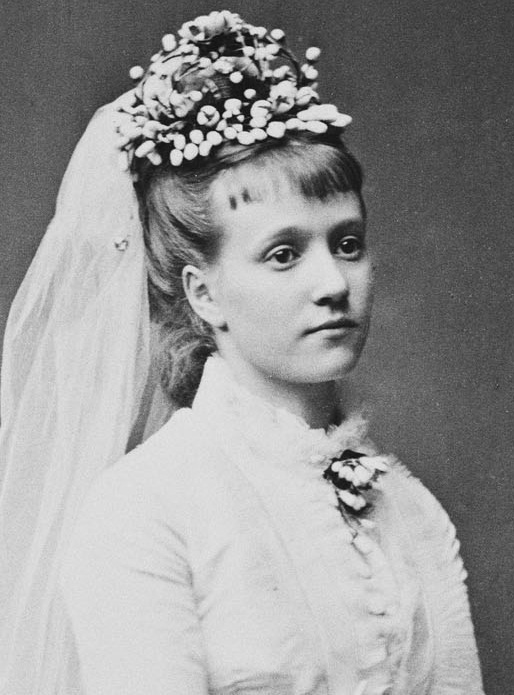
Adelgunde, c. 1876
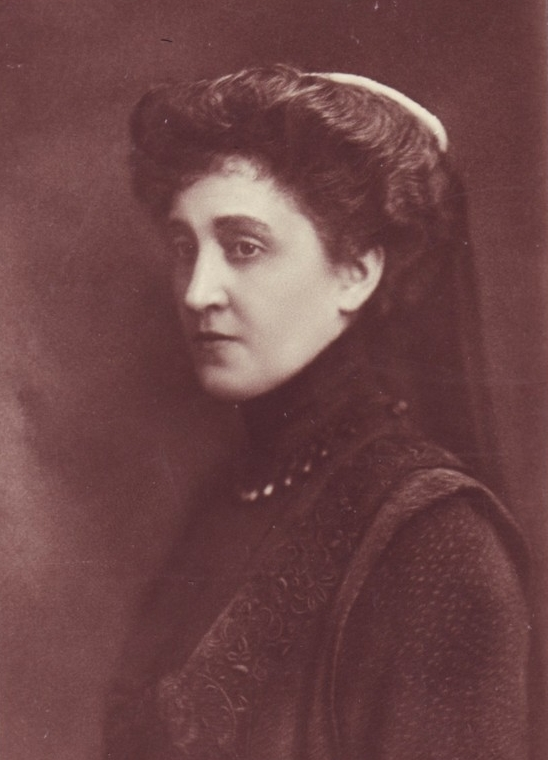
Maria Anna, c. 1894
Maria Antonia, c. 1885

Siehe auch: Zeittafel Portugal.